# Masainas
Masainas (sardisk: Masàinas) er en by og en kommune (comune) i provinsen Sud Sardegna i regionen Sardinien i Italien. Byen ligger i 57 meters højde og har 1.313 indbyggere (2016). Kommunen har et areal på 23,69 km² og grænser til kommunerne Giba, Piscinas, Sant'Anna Arresi og Teulada.